# エフエムなとり
株式会社エフエムなとりは、宮城県名取市の一部地域を放送対象地域として超短波放送（FM放送）を営む特定地上基幹放送事業者である。
なとらじ801（なとらじはちまるいち）の愛称でコミュニティ放送を行っている。

## 概要
2015年（平成27年）開局。
東北地方太平洋沖地震に際し開局した臨時災害放送局が前身である。
当初の免許人は臨時災害放送局を運営していた同名の特定非営利活動法人で、2022年（令和4年）に事業を株式会社に承継
したが、電波法令上の手続きは「廃止・新設」によるものである。
廃止・新設とは、無線局免許手続規則第15条の2に規定する「旧無線局を廃止」しその無線設備をそのまま利用して「新無線局の開局申請」を同時に行うもので、事業承継による免許人の地位承継ではない。
すなわち、特定非営利活動法人が保有していた特定地上基幹放送局と株式会社が保有する特定地上基幹放送局は、電波法令上は別個のもの
として扱われる。
株式会社の代表取締役社長には、元エフエム仙台取締役の佐藤義晴が就任した。
事業承継の際に名取市が株式会社に6百万円を出資。
出資比率は48%となり、この比率から名取市がマスメディア集中排除原則にいう支配関係にある。
本社・演奏所（スタジオ）は特定非営利活動法人であった時から名取市増田にあり、以前は家具店の倉庫だった。
送信所は増田の名取市役所にあり、特定地上基幹放送局の呼出符号はJOZZ2BL-FM、呼出名称はエフエムなとり、周波数80.1MHz、空中線電力20Wで放送区域は名取市の一部地域
。
- 放送エリアは名取市の一部[8]と称している。

臨時災害放送局の時よりSimulRadioによるインターネット配信をしている。
開局直後に名取市が受信障害対策中継放送の制度によりギャップフィラー中継局の免許を取得した。
| 局名     | 周波数  | 空中線電力 | 設置場所     | 放送区域     |
| -------- | ------- | ---------- | ------------ | ------------ |
| 相互台局 | 80.1MHz | 1W         | 名取市相互台 | 名取市の一部 |
| 愛島局   | 80.1MHz | 1W         | 名取市愛島   | 名取市の一部 |

24時間放送を行っており、防災行政無線自動割込装置（17時の定時チャイム等の防災行政無線のサイマル放送用）も設置されている。

## 沿革
- 2011年（平成23年）
  - 4月7日 - 東北地方太平洋沖地震に際し、名取市が臨時災害放送局（呼出符号JOYZ2AE-FM、呼出名称なとりさいがいエフエム、周波数80.1MHz、空中線電力50W）の免許を取得[10]
- 2012年（平成24年）
  - 7月18日 - 特定非営利活動法人エフエムなとり設立の認証[11]
  - 7月20日 - 特定非営利活動法人エフエムなとり設立の登記[8]
- 2015年（平成27年）
  - 2月28日 - なとりさいがいエフエム廃局[10]、同日に特定非営利活動法人エフエムなとりが特定地上基幹放送局の免許を取得[7][12]
  - 3月1日 - エフエムなとり開局[12]、同時にエフエムなとりとしてSimulRadioによるインターネット配信開始
  - 4月22日 - 日本コミュニティ放送協会に加盟[13]
  - 7月31日 - 名取市がギャップフィラー中継局2局の予備免許取得[14]
  - 10月1日 - 名取市がギャップフィラー中継局2局の免許取得[9]
- 2022年（令和4年）
  - 4月26日 - 株式会社エフエムなとり設立[15]
  - 6月30日 - 特定非営利活動法人エフエムなとりが社員総会で解散を決議[16]
  - 7月1日 - 株式会社エフエムなとりが特定地上基幹放送局の免許を取得し開局[17]
    - 特定非営利活動法人が保有していた特定地上基幹放送局は廃止
- 2023年（令和5年）
  - 2月27日 - 清算結了により特定非営利活動法人エフエムなとりの登記閉鎖[18]、法人格消滅

## 主な自主制作番組
- 【生放送】なとらじWIDE（月 - 金 13:00 - 15:00）
- 【生放送】夕やけ!な・と・り （月 - 木 17:01 - 17:44）
- 【生放送】団十郎のなじょでがすフライデー（金 11:15 - 12:00）
- なとりずむ（月 - 金 9:30 - 9:45、再放送 13:15 - 13:30）

## 防災ラジオ
名取市は、2015年（平成27年）11月より、限定数ながら防災ラジオ（緊急告知FMラジオ）を各世帯及び事業所を対象に有償頒布している。
なとらじ801以外のFM放送やAM放送も受信できる。